# Bénovie
Die Bénouvie ist ein Fluss in Frankreich, der im Département Hérault in der Regionen Okzitanien verläuft und auf wenigen Kilometern die Grenze zum benachbarten Département Gard bildet.

## Verlauf
Sie entspringt im Gemeindegebiet von Sainte-Croix-de-Quintillargues und entwässert in ihrem Oberlauf zunächst nach Norden, wendet sich dann generell Richtung Ost bis Südost und mündet nach insgesamt rund 23 Kilometern im Gemeindegebiet von Boisseron als rechter Nebenfluss in die Vidourle.

## Orte am Fluss
(Reihenfolge in Fließrichtung)
- Sainte-Croix-de-Quintillargues
- Buzignargues
- Galargues
- Saussines
- Boisseron

## Sehenswürdigkeiten
- Brücke über den Fluss bei Boisseron mit römischem Ursprung, Monument historique[4]